# Turn A Gundam
Turn A Gundam (ターンエーガンダム, Tān Ē Gandamu), également typographié ∀ Gundam (∀ガンダム), est un anime japonais réalisé par Yoshiyuki Tomino en 1999. Sorti à l’occasion des vingt ans de la franchise, il se déroule dans un univers alternatif qui se veut être le futur lointain de tous les autres calendriers de Gundam. La série a été compilée en deux films sortis au cinéma en 2002, ainsi qu’en divers romans et mangas.
Actuellement, la série n’a jamais été commercialisée en dehors du Japon sauf aux États-Unis où les droits appartiennent à Bandai.

## Synopsis
L’histoire se déroule en l’an 2345 du Correct Century. Longtemps après une sorte d’apocalypse qui a ramené l’humanité à un niveau technologique équivalant à celui de notre propre XXe siècle – période connue sous le nom de « sombre histoire » dont les détails ont été oubliés –, les hommes vivent en paix. Ils ignorent même que jadis, ils avaient colonisé la Lune et que les descendants de ces colons, nommés Moonraces, y vivent toujours avec une technologie supérieure. Mais la situation évolue lorsque les habitants de la Lune décident d’envoyer trois personnes sur Terre pour étudier la possibilité d’un retour sur leur planète natale.
Parmi elles se trouve Loran, qui travaille au début de l’histoire comme chauffeur au service d’une famille aristocratique ; il s’est très bien intégré à la société terrienne et a noué un attachement profond pour sa nouvelle vie, notamment grâce aux deux jeunes filles de ses employeurs, Kihel et Sochie Heim. C’est lors d’un rituel que les vaisseaux des Moonraces arrivent en masse dans l’atmosphère, décidés à s’installer sur Terre. Las, les autorités terriennes croyant à une forme d’invasion, une bataille s’engage entre les deux parties; ces événements provoquent le réveil d’une machine oubliée de la sombre histoire, le Turn A Gundam, dans la ville de Loran. Ce dernier sachant déjà piloter des mobiles suits, il prend naturellement les commandes de la machine pour protéger ceux qu’ils aiment.
L’échauffourée dégénère en une guerre totale entre la Terre et la Lune, durant laquelle chaque protagoniste cherche à en tirer profit et où les appels au pacifisme sont souvent désespérés.

## Personnages principaux
Loran Cehack (ロラン・セアック)
Principal protagoniste, Loran est un Moonrace qui a été envoyé sur Terre pour en étudier la viabilité. Il tombe cependant sous le charme de cette planète et de ses habitants, notamment Kihel et Sochie Heim. Ainsi, durant la guerre, il prend parti pour la Terre et la défend avec le Turn A Gundam au sein de la milice Inglessa. Toutefois, il ne souhaite résolument pas le conflit et estime qu’il est possible pour les deux peuples de vivre conjointement.
Kihel Heim (キエル・ハイム)
Fille ainée de la famille Heim et proche de Loran, elle est une jeune fille mure, mais allant toujours de l’avant. Mais durant la guerre, elle attire rapidement l’attention des Moonraces, car elle est le sosie parfait de leur reine Dianna Soreil ; ainsi, Kihel sera au cours de la série approchée par Dianna pour lui servir de « doublure » à la tête des habitants de la Lune. Rapidement, les deux jeunes femmes échangent de rôles.
Sochie Heim (ソシエ・ハイム)
C’est la fille cadette de la famille Heim, très énergique et un peu gâtée. Dès le début des événements, elle rejoint la milice Inglessa en tant que pilote de mobile suit. Étant encore immature, ses conceptions et ses idéaux évoluent beaucoup tout au long de la série, en fonction des morts, des trahisons et des révélations.
Dianna Sorel (ディアナ・ソレル)
Dianna est la reine des habitants de la Lune. Voyant la Terre redevenue prospère, c’est elle qui nourrit le projet de revenir sur sa planète natale. Las, elle est résolument pacifiste et les événements dramatiques qui se déclenchent (les guerres) échappent totalement à son contrôle. Lorsqu’elle rencontre Kihel Heim, elle est impressionnée par sa force de caractère et son éloquence et décide alors d’échanger leur place. Sur Terre, elle tombe peu à peu sous le charme de Loran et de sa vie loin des rouages du pouvoir.

## Production
Turn A Gundam est l'avant dernière série Gundam réalisée par Yoshiyuki Tomino, cinq ans après Victory Gundam et qui sera suivi par Gundam Reconguista in G en 2014, ceci à l’occasion des vingt ans de la franchise en 1999. Il faut y voir une manière de mettre un point final à toute la saga, même si cela ne se concrétise pas (Gundam Seed et Gundam 00 prendront le relais dans les années 2000 et Gundam Reconguista in G est censé se passer cinq siècles après Turn A Gundam malgré une incohérence dans le calendrier utilisé). Quoi qu’il en soit, Tomino réunit autour de lui nombre de personnalités réputées, parmi lesquelles Syd Mead, dessinateur américain qui rompt ici avec les traits habituels des mobiles suits, parfois au grand dam des adeptes de la franchise, et Yōko Kanno, compositrice expérimentée.

### Place dans la franchise
La série occupe une place particulière dans Gundam : en effet, son univers (le Correct Century) serait une sorte d’avenir lointain de tous les autres calendriers parallèles, apportant ainsi une conclusion à la vaste saga et aux guerres spatiales qui la caractérisent. De l’aveu même du réalisateur, il s’agissait « d’accepter définitivement l'ensemble des productions de Gundam », donnant à l’œuvre un point de vue très interne à la franchise. Ainsi, Turn A Gundam rompt en bien des points avec les productions précédentes de Tomino, plus sombres et dramatiques (comme Zeta Gundam ou Victory Gundam) ; si les tragédies et les manipulations politiques émaillent les deux camps, il en ressort néanmoins un réalisme plus mesuré, humaniste et finalement plus optimiste. L’auteur ayant acquis une certaine expérience, il veut éviter tout stéréotype ou manichéisme, et place toujours l’évolution des protagonistes au centre de l’histoire.
Enfin, l’idée de la redécouverte d’une technologie oubliée depuis longtemps (ici lors de la sombre histoire) avait déjà été abordée par Tomino en 1983 avec la série Dunbine.

### Sortie
La série est diffusée pour la première fois du 2 avril 1999 au 14 avril 2000 sur Fuji TV en cinquante épisodes ; elle trouve un certain écho critique en étant primée au festival Animation Kōbe l’année de sa sortie. À l’heure actuelle, Turn A Gundam n’a jamais été diffusé hors du Japon à part aux États-Unis et au Royaume-Uni.

## Fiche technique
Cette fiche est réalisée d’après les informations fournies par l’IMDb et Anime News Network.

### Équipe de réalisation
- Réalisation : Yoshiyuki Tomino
- Scenario : Ai Ota, Hiroyuki Hoshiyama, Ichiro Okouchi, Jiro Takayama, Katsuhiko Chiba, Minoru Onoya, Miya Asakawa, Tetsuko Takahashi
- Conception des personnages : Akira Yasuda, Yoshihito Hishinuma
- Direction artistique Shigemi Ikeda
- Conception des mechas : Atsushi Shigeta, Kunio Okawara, Syd Mead, Takumi Sakura
- Direction sonore : Yota Tsuruoka
- Musiques : Yōko Kanno
- Production : Hideyuki Tomioka, Takayuki Yoshii, Yoshihiro Suzuki
- Studio : Sunrise

### Doublage
- Loran Cehack : Romi Park
- Dianna Sorel, Kihel Heim : Rieko Takahashi
- Sochie Heim : Akino Murata
- Harry Ord : Tetsu Inada
- Guin Sard Lineford : Tsuyoshi Aobane
- Keith Laijie : Jun Fukuyama
- Gym Ghingham : Takehito Koyasu
- Merrybell Gadget : Rio Natsuki
- Gavane Gooney : Yoshitada Ōtsuka
- Meme Midgard : Ryuji Mizuno
- Sid Munzer : Akio Nojima
- Muron Muron : Fumihiko Tachiki
- Yani Obus : Takuya Kirimoto
- Joseph Yaht : Setsuji Satō
- Corin Nander : Yasuhiko Kawazu
- Cancer Kafka : Urara Takano
- Horace Niben : Hirohiko Kakegawa
- Phil Ackman : Tsuyoshi Koyama
- Teteth Halleh, Linda Halleh : Yumi Tōma
- Fran Doll : Kumiko Watanabe
- Pou Aijee : Yumiko Nakanishi
- Bruno : Kazunari Tanaka
- Sam, Jacop : Hidenari Ugaki
- Lily Borjarno : Ai Kobayashi
- Will Game : Kenichi Sakaguchi

### Musiques
Génériques d’ouverture
1. Turn a Turn de Hideki Saijō (épisodes 2 à 38)
2. Century Color de RAY GUNS (épisodes 39 à 50)

Génériques de fin
1. Aura de Shinji Tanimura (épisodes 1 à 15, 17 à 40)
2. Tsuki no mayu de Aki Okui (épisodes 41 à 49)
3. Kagiri naki tabiji de Aki Okui (épisode 50)

### Listes des épisodes
La liste des épisodes est indiquée ci-dessous (la série n’étant jamais sortie en français, les titres sont des traductions officieuses) :
| No | Titre français                          | Titre japonais         | Titre japonais           | Date de 1re diffusion |
| No | Titre français                          | Kanji                  | Rōmaji                   | Date de 1re diffusion |
| -- | --------------------------------------- | ---------------------- | ------------------------ | --------------------- |
| 1  | Hurle à la Lune                         | 月に吠える             | Tsuki ni hoeru           | 9 avril 1999          |
| 2  | La cérémonie du passage à l’âge adulte  | 成人式                 | Seijinshiki              | 16 avril 1999         |
| 3  | Après la fête                           | 祭の後                 | Matsuri no ato           | avril 1999            |
| 4  | Les Soldats d’une patrie                | ふるさとの軍人         | Furusato no gunjin       | 30 avril 1999         |
| 5  | L’Arrivée de Dianna                     | ディアナ降臨           | Diana kōrin              | 7 mai 1999            |
| 6  | Un Passé oublié                         | 忘れられた過去         | Wasurerareta kako        | 14 mai 1999           |
| 7  | L’Éducation d’une dame                  | 貴婦人修行             | Kifujin shugyō           | 21 mai 1999           |
| 8  | La Vache de Laura                       | ローラの牛             | Rōra no ushi             | 28 mai 1999           |
| 9  | Coren a dit "Gundam"                    | コレン、ガンダムと叫ぶ | Koren, Gandamu to sakebu | 4 juin 1999           |
| 10 | L’Heure du recueillement                | 墓参り                 | Hakamairi                | 11 juin 1999          |
| 11 | L’Effondrement de Nox                   | ノックス崩壊           | Nokkusu hōkai            | 18 juin 1999          |
| 12 | Un Passage secret                       | 地下回廊               | Chika kairō              | 25 juin 1999          |
| 13 | Le Vieil Homme                          | 年上のひと             | Toshiue no hito          | 2 juillet 1999        |
| 14 | Adieu, encore une fois                  | 別離、再び             | Betsuri, futatabi        | 9 juillet 1999        |
| 15 | Des souvenirs qui s’évanouissent        | 思い出は消えて         | Omoide wa kiete          | 16 juillet 1999       |
| 16 | Tout sur Turn-A                         | ∀の全て                | Tān Ē no subete          | 23 juillet 1999       |
| 17 | Le vent souffle sur la nation naissante | 建国のダストブロー     | Kenkoku no dasuto burō   | 30 juillet 1999       |
| 18 | Kihel et Dianna                         | キエルとディアナ       | Kieru to Diana           | 6 août 1999           |
| 19 | Le Combat de Sochie                     | ソシエの戦争           | Soshie no sensō          | 13 août 1999          |
| 20 | Anis Power                              | アニス·パワー          | Anisu pawā               | 20 août 1999          |
| 21 | Dianna fait don de soi                  | ディアナ奮戦           | Diana funsen             | 27 août 1999          |
| 22 | La Mésaventure de Harry                 | ハリーの災難           | Harī no sainan           | 3 septembre 1999      |
| 23 | La Volonté de Tetes                     | テテスの遺言           | Tetesu no yuigon         | 10 septembre 1999     |
| 24 | Le Cri de Laura                         | ローラの遠吠え         | Rōra no tōboe            | 17 septembre 1999     |
| 25 | Décollage du Willgem                    | ウィルゲム離陸         | Wirugemu ririku          | 24 septembre 1999     |
| 26 | Combat pour l’illumination              | 悟りの戦い             | Satori no tatakai        | 8 octobre 1999        |
| 27 | L’Aurore de minuit                      | 夜中の夜明け           | Yonaka no yoake          | 15 octobre 1999       |
| 28 | Dépositaire de la confiance             | 託されたもの           | Takusareta mono          | 22 octobre 1999       |
| 29 | Les doubles du Soleil                   | ソレイユのふたり       | Soreiyu no futari        | 28 octobre 1999       |
| 30 | Ce qu’il porte dans son cœur            | 胸に抱えて             | Mune ni kakaete          | 29 octobre 1999       |
| 31 | Poursuite ! Geignarde Poe               | 追撃!泣き虫ポゥ        | Tsuigeki ! Nakimushi Pō  | 5 novembre 1999       |
| 32 | Le Roi légendaire                       | 神話の王               | Shinwa no ō              | 19 novembre 1999      |
| 33 | La Capture de Manupich                  | マニューピチ攻略       | Manyūpichi kōryaku       | 25 novembre 1999      |
| 34 | Vole vers la stratosphère !             | 飛べ!成層圏            | Tobe ! Seisōken          | 3 décembre 1999       |
| 35 | Zacktraeger                             | ザックトレーガー       | Zakkutorēgā              | 10 décembre 1999      |
| 36 | La Bataille spatiale de la Milice       | ミリシャ宇宙決戦       | Mirisha uchū kessen      | 17 décembre 1999      |
| 37 | Une porte vers le monde lunaire         | 月世界の門             | Tsuki sekai no Mon       | 24 décembre 1999      |
| 38 | Le Dieu de la guerre Ginganam           | 戦闘神ギンガナム       | Sentōshin Ginganamu      | 7 janvier 2000        |
| 39 | L’Explosion de l’astéroïde              | 小惑星爆烈             | Shōwakusei bakuretsu     | 14 janvier 2000       |
| 40 | Bataille navale, sur la Lune            | 月面の海戦             | Getsumen no kaisen       | 21 janvier 2000       |
| 41 | Déterminé à combattre                   | 戦いの決断             | Tatakai no ketsudan      | 28 janvier 2000       |
| 42 | Turn-X, activé !                        | ターンX起動            | Tān Ekkusu kidō          | 4 février 2000        |
| 43 | Le choc de l’Histoire sombre            | 衝撃の黒歴史           | Shōgeki no Kuro-rekishi  | 11 février 2000       |
| 44 | Un Nouvel Ennemi                        | 敵、新たなリ           | Teki, aratanari          | 18 février 2000       |
| 45 | Gwen le traître                         | 裏切りのグエン         | Uragiri no Guen          | 25 février 2000       |
| 46 | Retour sur Terre                        | 再び、地球へ           | Futatabi, Chikyū he      | 3 mars 2000           |
| 47 | L’invasion de Ginganam                  | ギンガナム襲来         | Ginganamu shūrai         | 10 mars 2000          |
| 48 | La rentrée de Dianna                    | ディアナ帰還           | Diana kikan              | 17 mars 2000          |
| 49 | Le Papillon lunaire                     | 月光蝶                 | Gekkou-chō               | 24 mars 2000          |
| 50 | Un Automne doré                         | 黄金の秋               | Ōgon no aki              | 14 avril 2000         |

### Récompenses
- 1999 : prix Animation Kōbe de la meilleure série télévisée[8].

## Autres médias
L’histoire de Turn A Gundam a été compilée en deux films, sortis respectivement le 9 et le 10 février 2002 au Japon ; ils s’intitulent Turn A Gundam I : Chikyū kou (ターンエーガンダムＩ 地球光) et Turn A Gundam II : Gekkou chou (ターンエーガンダムII 月光蝶).
Trois nouvelles en ont aussi été dérivées : une en cinq volumes de Shigeru Sato (Kadokawa Shoten, 1999), une en deux volumes de Harutoshi Fukui (Kadokawa Haruki, 2000) et un dernier roman de Shigeru Sato intitulé cette fois ∀ Gundam Episodes (Kadokawa Shoten, 2000). Quant aux mangas, on trouve aussi une adaptation de Atsushi Soga (Kōdansha, 1999).

## Sources et références
1. ↑  « Turn A Gundam », Gundam-France (consulté le 29 juillet 2010)
2. 1 2  « Turn A Gundam », cosmic-era.com (consulté le 29 juillet 2010)
3. ↑  (en) Shadowmage, « Turn A Gundam », nihonreview.com (consulté le 29 juillet 2010)
4. ↑  (en) Helen McCarthy et Jonathan Clements, The Anime Encyclopedia: A Guide to Japanese Animation Since 1917, Titan Books Ltd, 2001 (ISBN 1845765001), p. 325
5. 1 2  (en) Helen McCarthy et Jonathan Clements, The Anime Encyclopedia: A Guide to Japanese Animation Since 1917, Titan Books Ltd, 2001 (ISBN 1845765001), p. 258
6. ↑  (en) Mark Simmons, « Interview: Yoshiyuki Tomino », Anime News Network, octobre 2009 (consulté le 29 juillet 2010)
7. 1 2  (en) Turn A Gundam (anime) sur Anime News Network
8. 1 2  (en) « The 4th Animation Kobe - TV Feature Award » [archive du 27 septembre 2007], Animation Kōbe, 1999 (consulté le 29 juillet 2010)
9. ↑  « Turn A Gundam » (présentation de l'œuvre), sur l'Internet Movie Database
10. ↑  cosmic-era.com, « Turn A Gundam, résumés » (consulté le 29 juillet 2010)
11. ↑  (en) Turn A Gundam: Earth Light (movie 1) (anime) sur Anime News Network
12. ↑  (en) Turn A Gundam: Moonlight Butterfly (movie 2) (anime) sur Anime News Network
13. ↑  (ja) « ∀ガンダム », Kadokawa Shoten (consulté le 1er octobre 2010)
14. ↑  (ja) « ∀ガンダム（上） », Kadokawa Haruki (consulté le 1er octobre 2010)
15. ↑  (ja) « ∀ガンダム Episodes », Kadokawa Shoten (consulté le 1er octobre 2010)
16. ↑  (en) Turn A Gundam (manga) sur Anime News Network